# سول إنفكتوس

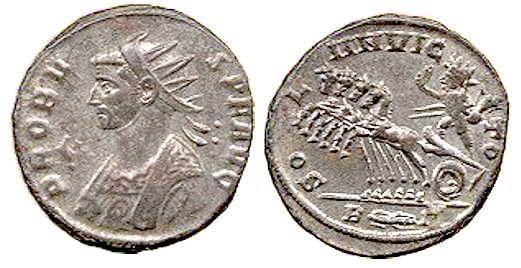
عملة معدنية من زمن الإمبراطور بروبوس، حوالي 280، تظهره مع الـ «سول إنفكتوس» راكبا الكوادريغا - «إلى الشمس لم تقهر». الإمبراطور (على اليسار) يضع تاجا شمسيا، كتاج الإله المتوضع (على اليمين).

سول إنفكتوس أو سول إنويكتوس أو الشمس القاهرة (باللاتينية: Sol Invictus) أي الشمس الغالبة أو إله الشمس الذي لا يقهر. كان إله شمس عند الروم وأهل حمص. وأول من أدخل هذا الدين للروم هو القيصر هليوجبلوس - وهو من نبط - الشام في سنة 228 للميلاد ولا زال يعبد حتى قضى ثيودوسيوس الأول على الوثنية. أستعمل سول إنفكتوس لعدد آخر من الآلهة في تلك الحقبة.
كان سول إنفكتوس إسماً لثلاثة أرباب مستقلة عن بعضها في الإمبراطورية الرومية هو إيلجبل ومثرا وسول. وكان للروم عيدٌ في 25 من ديسمبر في كل عام ويسمونه «ميلاد الشمس الذي لا يقهر»